# Комітент
Комітент — управнена сторона договору комісії, що доручає комісіонерові за плату вчинити один або кілька правочинів від імені комісіонера, але за рахунок комітента (наприклад, здає свій товар на комісію).